# Santiponce
Santiponce település Spanyolországban, Sevilla tartományban. Santiponce Sevilla, Camas, Valencina de la Concepción és Salteras községekkel határos. Lakosainak száma 8625 fő (2024).

## Népesség
A település népessége az elmúlt években az alábbi módon változott:
| Lakosok száma | 7070 | 7428 | 7794 | 8135 | 8397 | 8439 | 8445 | 8554 | 8507 | 8625 |
|               | 2001 | 2004 | 2007 | 2009 | 2012 | 2014 | 2017 | 2019 | 2022 | 2024 |